# 貧困の病気
貧困の病気 (ひんこんのびょうき、英:  Diseases of poverty）は、貧困に関連する病気（英:  poverty related diseases)とも呼ばれる低所得層でより深刻な病気の総称で、感染症、栄養失調および貧弱な健康行動に関連した疾患が含まれる。貧困は、健康を決定する主要な社会的要因の1つである。2002年の世界保健報告書では、貧困の病気は、貧困率の高い国の疾病負担の45％を占め、既存のシステムによる介入で予防または治療可能な病気である、としている。貧困の病気はしばしば併存症（共存症、英: Comorbidity）であり、栄養失調を伴って遍在する。
貧困と病気は因果関係がある。 貧困は、シェルター、安全な飲料水、栄養価の高い食物、衛生設備、および保健サービスが行き届かない状態になり、そのことが貧弱な健康行動に寄与するため、貧困の病気にかかる可能性を高める。同時に、貧困の病気は、ケア従事者や家族にとって経済成長の障壁として働き、その結果、コミュニティの貧困を増長させている。
貧困によって部分的に生じるこれらの病気は、社会の富の増加の結果と考えられる豊かさの病気とは対照的である。

## 要因
劣悪な住宅条件や労働条件、不適切な衛生状態、性労働者としての不均衡な職業など、多くの環境的および社会的要因により、貧困者は感染症にさらされる可能性が高い。栄養失調、精神的ストレス、過労、不十分な知識、最小限にとどまる健康管理は、回復を妨げ、病気を悪化させる可能性がある。栄養失調は、貧困の病気による小児死亡の54％に関連し、出産時に熟練した介助者が不足していることは、貧困層での高い母子死亡率の主な原因である。

### 運動へのアクセスの欠如
運動不足は、適切なレクリエーションエリアへのアクセス欠如といった、貧困に強く関連する問題である。 身体活動の欠如は、慢性的な健康疾患、がん発症のリスクを高め、生活の質を低下させる。貧困は、多くの異なる健康問題のリスク要因であり、健康アクセスの欠如によって影響を受ける可能性がある。 慢性的な健康疾患の肥満とリスクは、身体活動の増加と運動する場所へのアクセスを可能にすることにより防ぐことができる。 体を動かさない生活は個人の選択ではなく、社会経済的地位にも繋がっている。
貧困にある個人にとって、運動する場所を見つけることは困難である。 低所得層の居住区域では、身体活動を増やす機会が少なくなり運動不足となる。すなわち、公園、学校内でスポーツやレクリエーション活動に参加する機会、およびコミュニティ内のレクリエーション施設が欠如している。低所得者のコミュニティでは、家から0.5マイル（約800 m）以内に公園、フィットネスセンター、レクリエーションセンターがあるのは、ほぼ5世帯に1世帯のみである。身体活動を増加させるための場所が不足しているので、貧困者の間で肥満や慢性健康疾患の割合が増加している。
貧困地域の主な懸念の1つは安全性であり、これは人々がコミュニティ内で運動する頻度の決定要因となる。交通手段を得る能力は、交通機関が存在すること、存在しても親が交通費を払えないことが原因で、運動にアクセスできないという問題を引き起こす可能性がある。 頻繁に運動しない子供や大人は生活の質を低下させ、加齢とともに影響を受ける。3人に1人の子供は日常的に体を動かしていて、コンピュータ、テレビ、テレビゲームなど、1日7時間以上を画面の前で過ごす。週に3回30分間運動するだけで、人生に多くのメリットをもたらすことがわかっている。運動の利点として、次のような例がある。体重管理を改善し、心臓病や心臓発作の発症リスクを減らし、血圧を下げ、怪我からの回復時間を短縮し、気分と睡眠パターンを改善し、社会的接触を増やし、全体的に気分を良くする。

### 精神的ストレス
メンタルヘルスとは、「精神機能が成功し、生産的な活動が行われ、他の人との関係を満たし、変化に適応し、逆境に対処する能力」の状態。貧困は、人々の精神的健康に深刻な影響を及ぼす。 「ワシントンD.C.ギャラップ（Washington D.C. Gallup）」のアリッサ・ブラウン（Alyssa Brown）は、貧困生活者の31％が、ある時点で抑うつ（英: depression）と診断されているのに対し、貧困ではない者では15.8％である、と報告している。その抑うつは、失業、人生のストレス要因、そしてより多くの暴力を目撃しているため、と考えられている。 これらは貧困の世界に非常に関連している。
貧困が抑うつを引き起こすのか、抑うつが貧困を引き起こすのかは不明だが、確かなことは、この2つが密接に関連していることである。その理由は、教会コミュニティセンターなどのサポートグループの不足が原因である可能性がある。抑うつでは隔離が不可欠な役割を果たす。 たとえば、米国ニューヘブンの EPESE（Established Populations for Epidemiologic Studies of the Elderly、高齢者の疫学研究のために確立された集団）を構成する、65歳以上の約2,000人に対して行った高齢者のコホート研究の結果では、さまざまな人口統計特性、身体活動の調整後、社会的関与は、低い抑うつスコアと関連していることを発見した。これは、地域密着型センターの増加により、米国の貧困地域の精神疾患が減少することを証明している。

### 汚染水
きれいな飲料水へのアクセス不足と不十分な衛生状態の結果として、毎年、多くの子供と大人が死亡している。 下痢などの多くの貧困関連疾患は、清潔な飲料水への不十分なアクセスの結果として発症し、拡大する。 ユニセフによると、汚染された飲料水と劣悪な衛生状態により、世界中で毎日3,000人の子供が亡くなっている。
ミレニアム開発目標（MDG）は、2015年までにきれいな水にアクセスできなかった人の数を半減するというもので、予定より5年早く2010年に達成したが、未改善の水源に依存している人が未だに7億8,300万人いる。2010年、国連は、きれいな水へのアクセスは基本的人権であり、他の権利の達成に不可欠であると宣言した。 これにより、政府が住民にきれいな水へのアクセスを確保できるようにすることが、強制可能となり、正当化された。一部の人々は水へのアクセスを改善したが、女性と子供にとって特に困難な状況が続いている。 女性と女児は、水源に行き家庭に水を供給する負担の大部分を負っている。
インド、サハラ以南のアフリカ、およびラテンアメリカの一部では、女性はきれいな水源にアクセスして水を持ち帰るために長距離を移動する必要があり、これは、女子の学力に大きな影響を与える。
採水直後すぐ、および貯蔵中に水を消毒できる新しい技術を用い、水質を改善するためのさらなる努力があった。食物を通して、または入浴や洗濯中に、多くの人々が病気の原因となる病原体と接触するので、きれいな水は調理、掃除、洗濯に必要である。
米国ミシガン州フリントで、フリント水危機問題が継続している。 2018年9月4日、水の中から、大腸菌や、他の病原性生物の証拠が発見された。ミシガン州フリントの汚染水の問題は、ヒューロン湖とデトロイト川であった飲料水源を、非常に安価なフリント川に変更されたときに始まった。

### 不十分な教育
教育は、貧困の影響を受け、所得達成ギャップ（income achievement gap）として知られる。 このギャップは、貧困家庭や低所得の子供が、そうでない子供と比べて、低い認知レベルと初期の識字レベルを持つ可能性を示している。収入は、家庭で追加の教育プログラムに費やさなければならない、可処分所得額に影響する。サマーキャンプや不登校の支援を含む。財政に加えて、鉛やストレスなどの環境毒素や、栄養価の高い食物の不足は、認知発達を低下させる可能性がある。
後の教育では、低所得または貧困と考えられる生徒は、学校を中退するか、高校卒業証書を受け取るまでで終える可能性が高くなる。より高いレベルの教育を達成できなかったことは、同じ家族の中、あるいは同じ地域において、何世代にもわたって続く貧困の循環に起因している。教育が高ければ高いほど、より安全な仕事と経済の未来に達成する可能性が高くなる。

### 不十分な衛生
世界中の3人に1人が適切な衛生を得られていない。 不十分な衛生状態は下痢性疾患につながる可能性があり、これはしばしば深刻な病気を引き起こし、まれにではなく、特に子供たちの死をもたらす。 これらの下痢性疾患は、個人の健康の低下だけでなく、貧困の増加にも寄与する。学校や仕事に参加することができなくなるため、教育発育と収入とが、直接減少する。不十分な公衆衛生の問題は、本質的に循環する。つまり、貧困によって引き起こされるように、貧困も悪化させる。

### 栄養不良
栄養失調は、サハラ以南のアフリカの人々に不均衡に影響を及ぼす。 サハラ以南のアフリカの5歳未満の子どもの35％以上が、栄養失調の身体的徴候を示している。栄養失調、免疫系、感染症は循環して作用する。すなわち、感染症は栄養状態に悪影響を及ぼし、栄養不足は免疫系の強度を低下させ、感染に抵抗する身体の能力に影響を与える。同様に、主要栄養素（macronutrients、タンパク質やエネルギーなど）と微量栄養素（Micronutrients、鉄、亜鉛、 ビタミンなど）が免疫系を妨害し、他の生物学的メカニズムを介して、HIV感染に対する感受性を高める。主要栄養素と微量栄養素の枯渇は、性行為による感染だけでなく、母親から乳児への母子感染のリスク増大に寄与し、ウイルス増殖を促進する。母子感染の増加は、ビタミンAなどの特定の微量栄養素の不足に関連している。さらに、貧血、赤血球数の減少、産道のウイルス排出を増加させ、母子感染のリスクも増加させる。これらの重要な栄養素が無いことで、身体は感染に抵抗する防御機構を欠くと同時に、HIVは必須栄養素を摂取する身体の能力を低下させる。 HIV感染は、炭水化物、タンパク質、脂肪の代謝を妨げるホルモンの産生に影響を及ぼす可能性がある。
米国では、全世帯の11.1％が食料不安に苦しんでいる。食料不安とは、健康的なライフスタイルのために質の高い食料を入手できないことを指す。女性が世帯主の飢えと栄養失調の割合は、全国平均の3倍の30.2％だった。 国連食糧農業機関によると、ラテンアメリカおよびカリブ海の人口の10％が飢えと栄養失調の影響を受けている。

### 劣悪な住宅条件
貧困の中で生活している家族は、住宅問題だけでなく、近隣の安全や購買力の問題にも苦しんでいる。近隣の安全性の問題を回避することは、多くの場合、家の中にとどまることを意味し、家の外で運動する機会を減らし、運動不足による健康問題を悪化させる。 在宅時間が長いということは、家の中での鉛、カビ、げっ歯類への暴露を意味し、これらの不十分な住宅問題により病気のリスクを高める可能性がある。

### 健康サービスへのアクセスの欠如
WHOの医療戦略によると、世界人口の約30％が日常的に医薬品にアクセスできない。アフリカとアジアの最も貧しい地域では、この割合は50％に達する。貧困線以下の人口は、医薬品の小売価格が高く入手不能なため、アクセスが不足している。コストが高いのは、製造価格が高いため、または地方税や地方税および付加価値税が原因である可能性がある。健康部門で実施された研究には大きな格差がある。世界的に実施された健康研究の10％のみが、90％の疾病負荷に焦点を合わせていると言われている。しかし、伝統的に裕福なコミュニティに関連付けられていた、がん、心血管疾患などの疾患は、今や貧しいコミュニティでもより一般的になりつつある。したがって、現在実施されている調査は、貧困層に関連している。政治的優先度は、アクセス不能の要因の1つでもある。貧しい国の政府は、資源が不足しているため、公衆衛生により少ない資金を割り当てるかもしれない。

### 貧困の悪循環
貧困の悪循環は、何らかの介入がない限り、すでに貧困状態にある家族は貧困状況にとどまる可能性が高いことを指す。 この貧困のサイクルは、罹患する病気の種類に影響を与え、多くの場合、世代を超えて受け継がれる。 精神疾患は、有給の雇用を得ることを妨げるため、貧困のサイクルを議論するときに特に重要である。貧困生活のストレスの多い経験は、精神疾患を悪化させる可能性もある。
この貧困のサイクルは、各世代に伝わる家族性疾患にも影響を与える。何十年も同じストレスの多い状況を経験することにより、心血管疾患、肥満、糖尿病、および統合失調症や双極性障害といった精神疾患にかかりやすい。

## 病気
貧困の病気により、総数で年間1400万人が死亡している。下痢を伴う胃腸炎の結果、毎年約180万人の子供が死亡し、そのほとんどは世界最貧国で発生している。
世界レベルでは、3つの主要な貧困の病気（PRD）は結核、AIDS/HIVおよびマラリアである。発展途上国は、世界的なエイズ有病率の95％および活動性結核感染の98％を占めている。さらに、マラリアによる死亡の90％はサハラ以南のアフリカで発生している。これら3つの疾患を合わせると、世界的な死亡率の10％を占める。
治療可能な小児疾患は、治療法が利用可能であるにもかかわらず、貧しい国々で数十年にわたって不均衡に高率を示す別の組み合わせである。 麻疹、百日咳、ポリオが含まれます 三大貧困関連疾患（PRD）であるAIDS、マラリア、および結核は、貧しい国の疾患の18％を占めている。治療可能な高死亡率の小児疾患の負担は、貧しい国々では障害調整生命年で5.2％だが、先進国の場合はわずか0.2％である。
さらに、乳児死亡率と妊産婦死亡率は貧困層の間ではるかに一般的である。たとえば、毎日11,600人の妊産婦と新生児の死亡が起き、その98％は発展途上国で発生している。
他の3つの疾患、麻疹、肺炎、および下痢も貧困と密接に関連しており、AIDS、マラリア、結核も広義の貧困関連疾患に含まれる。

### 顧みられない病気
病気の治療法の研究の広がりに基づき、ある種の病気が特定され、「顧みられない病気」と呼ばれている。以下の疾患が含まれる：
- アフリカ睡眠病
- シャーガス病
- リーシュマニア症
- 象皮病
- メジナ虫症 (ギニア虫症)
- 糸状虫症
- 住血吸虫症
- トリコモナス症

このような熱帯病は、研究開発の取り組みにおいて無視される傾向がある。1975〜1999年の25年間に使用可能となった1393個の新薬のうち、これらの疾患に関連するのは合計13個、1％未満である。 貧困の病気（PRD）の研究のために調査された20の多国籍製薬会社（MNC）のうち、これらの無視されたPRDを対象としたプロジェクトがあったのは2社のみであった。 しかし、これらの疾患による死亡者数の合計は、呼吸器感染症、HIV/AIDS、下痢、結核などのPRDの影響を受ける膨大な患者数によって矮小化されている。
発展途上国における、熱帯の顧みられない病気の蔓延と同様に、これらの感染は、米国の貧しい人々と少数民族に不釣合に影響する。これらの疾患は、感染者数、病気の重症度、およびそれらを予防・治療する能力に基づいた公衆衛生行動の優先順位として、疾病管理予防センターによって特定されている。

#### トリコモナス症
トリコモナス症は、世界中で 2 億人以上が罹患している最も一般的な性感染症です。 若くて貧しく、アフリカ系アメリカ人の女性に特に多く見られます。 この感染症は、サハラ以南のアフリカやアジアの貧しい地域の貧しいコミュニティでもよく見られます。 この放置された感染症は、HIV 感染や早産のリスクが高まることに関連しているため、特に懸念されています。
さらに、治療法が利用可能になり、最近の医学の進歩により、顧みられない病気と見なされるようになったのは、アフリカ トリパノソーマ症、シャーガス病、リーシュマニア症の 3 つだけです。

## 結果
貧困の病気は、貧困と健康不良の動的な関係を反映している。 そのような病気は貧困から直接生じるが、個人的および国家的な健康および財政的資源を奪うことによって貧困を永続させ、深める。 たとえば、マラリアは一部の発展途上国でGDP成長率を最大1.3％低下させ、サハラ以南のアフリカで数千万人が死亡したことにより、AIDSだけで「社会全体の経済、社会構造、政治的安定」を脅かしている。